# Itaparica

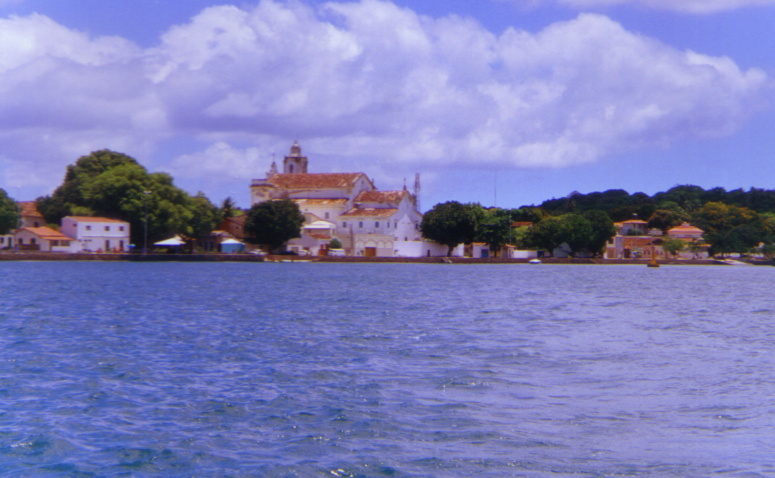
Vista da cidade de Itaparica

Itaparica é um município do estado da Bahia, no Brasil. Fica localizado na Ilha de Itaparica, na Baía de Todos os Santos. Itaparica teve sua fama inicial como balneário de repouso e de saúde devido às suas bonitas praias e à sua água mineral que jorra da Fonte da Bica, localizada dentro da cidade, na costa oeste.

## Topônimo
O toponônimo, com origem na língua tupi antiga, significa "cerca feita de pedras" ou, segundo o tupinólogo Eduardo de Almeida Navarro, "pedra faiscante, isto é, pederneira", pela junção de itá (pedra) e pirika (faiscante).

## História
Por volta do ano 1000, os índios tapuias que habitavam a região foram expulsos para o interior do continente devido à chegada de povos tupis procedentes da Amazônia. No século XVI, quando chegaram os primeiros europeus à região, a mesma era habitada pelo povo tupinambá.
Os primeiros registros sobre a Ilha de Itaparica datam do século XVI, especialmente com a sua doação como sesmaria para o Morgadio da Casa de Castanheira e, posteriormente, com a criação da Capitania de Itaparica e Tamarandiva que existiu até o século XVIII.[carece de fontes?]
Em 1561 ocorreu a fundação do aldeamento de Santa Cruz de Itaparica por missionários jesuítas com o objetivo de efetuar a catequese da população indígena tupinambá que habitava a ilha. Nesse mesmo ano, o aldeamento jesuíta recebeu a visita do padre Luís da Grã, do bispo da Bahia, dom Pedro Leitão, e do ouvidor-geral da Capitania da Bahia, Brás Fragoso.
Em 1563, a ilha de Itaparica foi acometida por uma epidemia de varíola (a Peste das Bexigas), doença transmitida pelos colonizadores portugueses para a população nativa que foi responsável pela dizimação de boa parte do indígenas tupinambás de Itaparica. Assim, esta localidade acabou registrando os primeiros casos de varíola no Brasil e esta epidemia somente veio a ser controlada em 1565.
Ainda no século XVI, os jesuítas construíram uma capela que se tornou um importante marco histórico da região. A cana-de-açúcar e a criação de gado bovino foram importantes elementos de desenvolvimento econômico da região, nos séculos seguintes.
Em 1597, a ilha de Itaparica acumulou uma grande quantidade de riquezas nesse curto espaço de tempo que levou a corsários ingleses atacassem nesse mesmo ano. Entre os anos de 1600 e 1647, foi invadida pelos holandeses e na ultima delas, os holandeses chegaram a construir um forte na cidade de Itaparica denominado Forte de São Lourenço.[carece de fontes?]
Ainda no século XVII, por volta de 1612 e 1614, surgiram as primeiras armações de pesca de baleia que se tem registro do período colonial, as quais foram erguidas no Recôncavo baiano, especialmente na Ilha de Itaparica: a primeira na Ponta de Itaparica e a segunda
na Ponta da Cruz. A partir desses estabelecimentos pesqueiros, a pesca da baleia seria uma das principais atividades econômicas de Itaparica até a segunda metade do século XIX, quando a atividade entrou em decadência.
A atual sede do município de Itaparica teria origem na Denodada Vila de Itaparica, criado por decreto imperial de 25 de outubro de 1831, com Sede na antiga povoação do Santíssimo Sacramento de Itaparica. A câmera da vila foi instalada no Solar Tenente João das Botas, em 04 de agosto de 1833. Elevado à condição de cidade, durante o Governo de Virgílio Damásio com a denominação de Itaparica, por ato de 31-10-1890. Posteriormente, em julho de 1962 o município foi desmembrado em três: Itaparica, Vera Cruz e Salinas da Margarida. [12]
O delegado, médico e posteriormente, vereador e presidente da Câmara de Vereadores de Itaparica, Diógenes Ribeiro de Alencar, fundou o Ginásio Professora Maria José Osório, primeiro ginásio de Itaparica, conjuntamente com o coronel Ubaldo Osório Pimentel, líder político local e avó do escritor João Ubaldo Ribeiro.

## Geografia
A ilha de Itaparica, onde se encontra o município de mesmo nome e também o município de Vera Cruz, possui grande potencial de recursos naturais e valor paisagístico. Na sua face voltada para o oceano Atlântico, apresenta uma cadeia de recifes, numa extensão de 15 km, formando piscinas naturais para banho e prática de esportes. Outra face da Ilha é representada pelos mangues da contra costa. São manguezais ricos e servem como sinônimos de preservação das espécies marinhas. Na conjuntura atual, existe um comércio local, gerador de outros tipos de emprego: escolas, repartições públicas e mercados municipais.
Sua população estimada em 2021 era de 22 440 habitantes.
Juntamente com o município de Vera Cruz, compõe a Ilha de Itaparica. Fica a sessenta minutos em Ferry boat de Salvador ou 35 minutos em catamarã.[carece de fontes?]

### Gerenciamento costeiro
Por estar inserido no bioma zona costeira, a gestão desse bioma no município de Itaparica é viabilizada pelo fato deste ente local possuir um plano municipal de gerenciamento costeiro, o qual foi o primeiro a ser criado por um município baiano, tendo sido instituído em 2016 por uma lei municipal aprovada pela Câmara de Vereadores e sancionada pelo chefe do Poder Executivo local (Lei municipal nº 332/2016).
O Plano Municipal de Gerenciamento Costeiro (PMGC) de Itaparica tem o objetivo prioritário de regulamentar a utilização no território municipal dos recursos existentes na Zona Costeira. Assim, o PMGC contribui com a garantia e elevação da qualidade da vida da população municipal e a proteção do seu patrimônio natural, histórico, étnico e cultural.
Uma das regras estabelecidas por essa política pública de gerenciamento costeiro de Itaparica é que a previsão legal de proibição de construções na faixa de sessenta metros da linha de preamar para assegurar o livre acesso à praia de sua orla marítima. A regra jurídica em questão garante o "livre acesso a elas e ao mar, em qualquer direção e sentido, sendo proibido todo tipo de construção na faixa de 60 (sessenta) metros, contados a partir da linha da preamar máxima, inclusive cercas, que dificultem o referido acesso".

## Organização político-administrativa
Sendo um município do Brasil, Itaparica é administrada por dois poderes, o executivo e o legislativo, independentes e harmônicos entre si. O primeiro é representado pelo prefeito, auxiliado pelo seu gabinete de secretários e eleito pelo voto popular para um mandato de quatro anos, sendo permitida uma única reeleição para mais um mandato consecutivo, enquanto que o segundo é representado pela Câmara Municipal de Itaparica, órgão colegiado de representação dos munícipes que é composto por vereadores também eleitos por sufrágio universal.
As atuais autoridades que ocupam cargos da organização político-administrativa de Itaparica são as seguintes (data: 28 de maio de 2024):
- Prefeito: José Elias das Virgens Oliveira "Zezinho" - PRD (2021/-)[20]
- Vice-prefeito: Raimundo Pereira Gonçalves Filho "Professor Raimundinho" - PC do B (2021/-)[20]
- Presidente da Câmara: Nixon Ferreira - PSB (2023/-)[21]

## Turismo
Entre as atrações, estão suas praias e seu conjunto histórico.[carece de fontes?]

### Conjunto Histórico
O Conjunto arquitetônico, urbanístico e paisagístico de Itaparica é reconhecido pelo IPHAN como um Patrimônio Cultural Brasileiro e é formado pelas Igrejas de São Lourenço(1610), Matriz do Santíssimo Sacramento(1794), e Capela Nossa Senhora de Bom Despacho (1580); a Fortaleza de São Lourenço(1631) e os Solares Dey Rey(Monsenhor Flaviano 10) e Tenente João das Bottas, casas na ruas Luís da Grã e no Campo Formoso além da Fonte da Bica.

### Praias
- Praia da Ponta de Areia
- Praia da Ponta do Mocambo
- Praia do Boulevard
- Praia do Forte
- São João de Manguinhos
- Praia de Amoreiras
- Coroa do Limo
- Porto dos Santos